# Cliddesden
Cliddesden – wieś w Anglii, w hrabstwie Hampshire, w dystrykcie Basingstoke and Deane. Leży 28 km na północny wschód od miasta Winchester i 74 km na południowy zachód od Londynu.